# Glyptometra angusticalyx
Glyptometra angusticalyx is een haarster uit de familie Charitometridae.
De wetenschappelijke naam van de soort werd in 1884 gepubliceerd door Philip Herbert Carpenter.